# Hadrodontes veranessa
Hadrodontes veranessa är en fjärilsart som beskrevs av Jacob Hübner 1819. Hadrodontes veranessa ingår i släktet Hadrodontes och familjen praktfjärilar. Inga underarter finns listade i Catalogue of Life.